# Доло (Венеција)
Доло (итал. Dolo) је насеље у Италији у округу Венеција, региону Венето.
Према процени из 2011. у насељу је живело 8410 становника. Насеље се налази на надморској висини од 4 м.

## Становништво
| 1931. | 1936. | 1951.  | 1961.  | 1971.  | 1981.  | 1991.  | 2001.  | 2011.  |
| ----- | ----- | ------ | ------ | ------ | ------ | ------ | ------ | ------ |
| 8.686 | 8.896 | 11.007 | 11.409 | 12.287 | 13.480 | 13.723 | 14.442 | 14.982 |